# Topotecán
El topotecán es un medicamento que se utiliza para el tratamiento del cáncer de ovario, cáncer de pulmón de células pequeñas y cáncer de cuello de útero. Es un derivado de la camptotecina, alcaloide obtenido del árbol Camptotheca acuminata natural de China central y el Tíbet. La camptotecina es efectiva en el tratamiento de diversos tumores; mediante modificaciones de la molécula, se han conseguido otras sustancias derivadas que son más eficaces y tienen menos toxicidad, como irinotecán y topotecán.
Topotecán actúa produciendo la inhibición de la enzima topoisomerasa-I que está implicada en el desenrollamiento del ADN, proceso previo a su replicación, dificultando de esta manera la división y multiplicación de las células tumorales.
Sus principales efectos secundarios son leucopenia, anemia, trombopenia, vómitos, diarrea, erupciones en la piel y alopecia (caída del pelo).
Se presenta en forma de cápsulas de 0.25 y 1 mg para su uso oral en el cáncer de pulmón y en viales de 4 mg para su utilizacíón intravenosa. Se administra en forma de ciclos de tratamiento de 5 días de duración repetidos periódicamente cada 15 días.